# 김종부 (축구인)
김종부(金鍾夫, 1965년 1월 3일~)는 대한민국의 전 축구 선수이자 현 축구 지도자로 선수 시절 포지션은 공격수였다.

## 선수 시절

### 유소년
고려대학교 축구부 시절 1985년 전국축구선수권대회 우승을 이뤄내며 1983년부터 3년 연속 대한축구협회 베스트 11에 선정되었고 1983년 대한축구협회 선정 올해의 선수상에도 선정되었다.

### 프로
1988년 포항제철 아톰즈 입단을 통해 프로에 입문한 김종부 감독은 포항 입단 후 1988 시즌 1부 리그 어시스트상을 수상하며 팀의 리그 우승에 혁혁한 공을 세웠고 1989 시즌을 마친 뒤 대우 로얄즈로 이적하여 37경기 5골로 1991 시즌 우승을 맛보았다.
이후 1993년 9월 일화 천마로 이적하여 2회 연속 리그 우승(1993년, 1994년)을 맛보았고 1995년 대우 로얄즈로 이적하여 리그컵 포함 5경기에 출전했다.

### 국가대표팀
U-20 대표팀 시절 1983년 FIFA U-20 월드컵에서 대한민국 축구 역사상 FIFA 주관 대회 첫 4강 신화를 이끌었으며 이후 1985년 대통령배 국제축구대회에도 출전하여 7경기 3골을 기록하며 B팀의 준우승에 일조했다.
그 뒤 1986년 FIFA 월드컵 본선에도 출전하여 불가리아와의 A조 조별리그 2차전에서 0-1로 끌려가던 후반 25분 대한민국 월드컵 통산 2번째 골을 터뜨리며 대한민국 월드컵 역사상 첫 승점을 안겨주었다.

## 스카우트 파동과 쓸쓸한 은퇴
1983년 고려대학교에 입학한 김종부 감독은 1985년 3학년 때 우연히 프로축구팀인 울산 현대와 계약금 1억 5천만원, 연봉 2천 4백만원에 졸업할 때까지 매달 2백만원의 장학금 지불 및 팀 공헌도에 따른 특별 상여금 지급 등 파격적인 조건으로 입단 계약을 선언하였다.
하지만 1986년 4월 11일 입단 계약 사실을 번복하였고 처음부터 울산에 갈 생각이 없었다는 의견을 밝히고 부산 아이파크행을 선언했지만 불과 12일 만에 계약 파기를 선언한 김 감독은 고려대학교 축구부에서도 제명되었지만 김정남 국가대표팀 감독의 구제 끝에 1986년 FIFA 월드컵까지 선수 생활을 연장하는 것으로 마무리되었다.
그리고 5월 1일 대한축구협회는 긴급 이사회를 소집한 끝에 김종부 감독의 선수 자격을 소생시켜 축구대표팀 선수의 자격을 복원하기로 결정했고 귀국 후 김종부 감독은 부산 아이파크에 정식 입단을 하며 친선 경기에 출전하게 되지만 울산 측에서 11월 7일 갑작스러운 팀 해체를 선언했고 최순영 대한축구협회 회장이 돌연 사퇴함에 따라 김우중이 그의 후임으로 축구협회 회장이 되었다.
부산의 구단주이기도 했던 김 회장은 '김종부를 제 3의 다른 팀에 보내겠다'라고 했으며 울산 측에서는 팀 해체를 철회하면서 결국 1987년 8월 고려대학교 졸업 후 긴 방황 끝에 1988년 포항 스틸러스와의 계약에 합의하면서 스카우트 파동도 막을 내렸다.
하지만 스카우트 파동의 여파로 잠시 운동을 쉬었던 김 감독은 33경기에 출장해 1골 7도움이라는 초라한 성적으로 별 다른 활약을 보여주지 못했고 결국 1989 시즌 후 손형선과의 맞트레이드를 통해 부산 아이파크에 입단하였지만 부산에는 김주성이라는 프랜차이즈 스타가 있었고 결국 전지훈련 도중 입은 부상으로 인해 김주성과의 주전 경쟁에서 밀리며 리그 후반부에는 거의 출전하지 못했다.
이후 대표팀에도 재발탁되었으나 대표팀에서도 별다른 활약을 보여주지 못한 채 1993년 9월 옛 스승인 박종환 감독이 이끄는 일화 천마로 이적하였지만 여기서도 6경기 출전(리그컵 3경기 포함)에 그쳤고 1995년에 부산 아이파크로 복귀해서도 고작 5경기 출전(리그컵 2경기 포함)이라는 초라한 기록을 남긴 채 쓸쓸히 현역에서 은퇴하고 말았다.
1992년 7월 9일에는 새벽 2시 20분에 음주운전을 하다가 적발되어 경찰서로 연행됐지만 음주측정을 거부하는 등 묵비권을 행사하다가 도로교통법 위반혐의로 입건됐다.

## 지도자 경력
현역 은퇴 후 1996년 거제고등학교 코치로 지도자 경력을 시작했으며 전임 이춘석 감독이 다음 해인 1997년 안양 LG 치타스의 코치로 자리를 옮기자마자 감독으로 승격했으며 2002년에는 동의대학교 감독을 맡아 FA컵에서 자신의 프로 첫 친정팀인 포항 스틸러스를 꺾고 16강에 진출하기도 하였다.
이후 모교인 중동고등학교 감독을 거쳐 2011년 K3리그의 양주시민축구단의 감독으로 부임 이후 첫 시즌에서 팀을 리그 준우승으로 이끄는 등 좋은 모습을 보였고 그 뒤 2013년 화성 FC의 감독으로 자리를 옮겨 이듬해인 2014년 화성에 K3 챌린저스리그 2014 시즌 우승컵을 안겼다.
그리고 2016 시즌을 앞두고 K리그2 경남 FC의 감독으로 선임되어 2016 시즌을 앞두고 경남이 창단 10주년을 기념해 제작한 시즌권에 지역 출신이라는 점을 제외하면 경남 FC와 전혀 연관이 없는 김종부의 선수 시절 사진이 디자인되면서 팬들로부터 큰 비난을 받기도 하였다.
2016 시즌 심판 매수에 대한 징계로 승점 10점이 삭감되는 악조건 속에서도 팀의 분위기를 잘 추스리며 빠른 시일내 삭감된 승점 10점을 메움과 동시에 리그 최하위에서 탈출하는데 기여했다.
2017 시즌 자신의 특유의 리더쉽과 지도력으로 아산과의 리그 개막전 이후 말컹의 화끈한 득점포로 무패행진을 이어나갔고 6월 4일 부천 FC 1995를 상대로 2-1 역전승을 거두면서 15경기 무패를 기록하며 K리그2 한시즌 최다 무패기록을 갱신함과 더불어 16경기로 K리그2 통산 최다 무패기록을 갱신하며 단독 선두에 등극하였고 이후 6월 24일 3번째 프로 친정팀인 성남 FC전까지 총 18경기 무패 행진을 이어갔다.
이후에도 상승세를 꾸준히 유지하며 10월 8일 리그 2위이자 자신의 2번째 프로 친정팀인 부산 아이파크와의 경기에서 2-0으로 승리하면서 정규 시즌 종료를 3경기 남기고 부산과 승점 9점차로 넓히며 사실상 승격을 확정지었으며 10월 14일 서울 이랜드 FC전에서도 2-1 승리를 거두며 K리그2 우승을 통해 3년만에 K리그 클래식 복귀를 이끌어내며 이 시즌 K리그2 감독상을 수상하는 영예를 안았다.
이후 2018 시즌 말컹, 네게바, 최영준, 쿠니모토와 같은 선수들을 지도하면서 경남을 승격 1년만에 K리그1 2018 준우승과 팀 창단 첫 AFC 챔피언스리그 진출권까지 안긴 공로로 경남과 재계약에 성공했다.
그러나 2019년에는 말컹, 박지수, 최영준 등 주축 선수들을 내보낸 데다가 쿠니모토의 부상 등으로 성적 부진을 거듭했고, 구단과의 마찰까지 겹치며 순탄치 않은 시즌을 보냈다. 결국 부산과의 K리그 승강전에서 패해 K리그2로 강등되는 수모를 겪었고 시즌 후 2019년 12월 26일에 사퇴했으며 후임 감독으로 성균관대학교 감독을 역임했던 설기현 성남 FC 전력강화부장이 선임됐다.
그 뒤 2021년 3월 중국 슈퍼리그의 허베이 FC의 감독에 선임되며 선수와 지도자 커리어를 통틀어 처음으로 해외 무대에 진출했다.

## 수상 내역

### 선수
포항제철 아톰즈
- K리그 우승 1회: 1988

 대우 로얄즈
- K리그 우승 1회: 1991

 일화 천마
- K리그 우승 2회: 1993, 1994

### 개인
- 한국체육대상 최우수 선수 (1회): 1983
- 체육훈장 백마장: 1983
- K리그 도움상 (1회): 1988
- K리그 챌린지 최우수 감독상: 2017

### 감독
화성 FC
- K3리그 우승 1회: 2014

 경남 FC
- K리그 챌린지 우승 1회: 2017

## 참고 자료
- '이변의 제왕' 김종부가 설파하는 ‘단순한 축구’
- 스카우트 파동 30년, 드디어 빛 보는 ‘비운의 천재’ 김종부